# Opaker Kontext
Ein intensionaler oder opaker Kontext (vom lateinischen opacus, was „dunkel, undurchsichtig“ bedeutet) ist ein sprachlicher Kontext, in dem der Wahrheitswert einer Aussage sich ändern kann, wenn Teile des Ausdrucks durch andere mit gleicher Bedeutung ersetzt werden. Im Gegensatz dazu bleibt gemäß dem Extensionalitätsprinzip in normalen, nicht-opaken Kontexten der Wahrheitswert gleich, wenn man Ausdrücke mit der gleichen Bedeutung austauscht. Man spricht von einer Ersetzung salva veritate, also „unter Erhalt der Wahrheit“.
Mit dem Phänomen befassen sich Sprachphilosophie, Logik, vor allem Modallogik und epistemische Logik und die formale Semantik.

## Allgemeines
Die Analyse opaker Kontexte stellt eine zentrale Herausforderung für jedes Modell der formalen Semantik dar. Sie verdeutlicht, dass weder alltägliche Objekte noch individuelle Vorstellungen direkt die Bedeutung sprachlicher Ausdrücke bestimmen können. Gottlob Frege hat beispielsweise die Wiedergabe fremder Äußerungen in indirekter Rede als einen solchen opaken Kontext identifiziert, den er als „ungerade Rede“ bezeichnete. Die Erforschung opaker Kontexte ist bedeutsam für die philosophische Theorie der Eigennamen, die Theorie der Kennzeichnungen sowie für die Modallogik und die epistemische Logik.
Um opake Kontexte zu verstehen, müssen verschiedene Dimensionen der Bedeutung sprachlicher Ausdrücke unterscheiden werden, die einerseits auf Objekte in der Welt und zum anderen auf deren Vorstellung verweisen. Zudem ist wichtig, was in der Logik unter Koextsionalität zu verstanden ist, und welche Rolle diese in einem extensionalistischen und
kompositiven Verständnis logischer Ausdrücke spielen.

## Dimensionen der Bedeutung
Seit der Logik von Port-Royal (1662) ist es üblich, an sprachlichen Ausdrücken ihren Gegenstandsbezug (Referenz oder Extension) und ihren Inhalt (Bedeutung oder Intension) zu unterscheiden. In der auf Gottlob Freges Aufsatz Über Sinn und Bedeutung (1892) aufbauenden, im Wesentlichen auf Alfred Tarski und Rudolf Carnap zurückgehenden modernen Semantik hat sich folgende Zuordnung als üblich etabliert:
| Ausdruckstyp           | Extension             | Intension         |
| ---------------------- | --------------------- | ----------------- |
| Eigennamen             | Träger des Namens     | Individualbegriff |
| einstellige Prädikate  | Mengen von Individuen | Begriffe          |
| mehrstellige Prädikate | Mengen von n-Tupeln   | Relationen        |
| Sätze                  | Wahrheitswerte        | Propositionen     |

### Koextensionalität
Koextensionalität ist eine semantische Eigenschaft von Ausdrücken: Eigennamen bzw. Kennzeichnungen sind koextensional, wenn sie dasselbe Ding bezeichnen. Koextensional sind demnach beispielsweise die Ausdrücke „der höchste Berg der Erde“ und „der Mount Everest“, also eine Kennzeichnung und ein Eigenname, die beide dasselbe Objekt bezeichnen.
Ein klassisches (inhaltlich mittlerweile überholtes) Beispiel stammt von Willard Van Orman Quine. Die Ausdrücke „die Zahl 9“ und „die Anzahl der Planeten (innerhalb unseres Sonnensystems)“ konnten zu Quines Zeit als koextensional gelten, da die gängige Liste der Planeten damals Pluto noch mit einschloss (siehe Planet).
Von koextensionalen Namen für Begriffe oder Prädikate spricht man, wenn allem, dem der eine Begriff zukommt, auch der andere Begriff zukommt und umgekehrt. Die Begriffe haben dann denselben Umfang, das heißt die Mengen der Dinge, die die Prädikate erfüllen, sind identisch. Koextensionale Begriffe sind nach einem Beispiel von Carnap „( ) ist ein Lebewesen mit Herz“ und „( ) ist ein Lebewesen mit Nieren“, da Carnap davon ausgeht, dass alle Lebewesen, die ein Herz haben, auch Nieren haben und umgekehrt.

### Ersetzbarkeitsalva veritate
Unter normalen Umständen gilt das Extensionalitätsprinzip: Die Wahrheit oder Falschheit einer Aussage ändert sich nicht, wenn man in ihr einen Ausdruck durch einen ko-extensionalen ersetzt. Man spricht daher auch von Ersetzbarkeit salva veritate. Die Bedeutung komplexer sprachlicher Ausdrücke ist in diesem Fall von der Bedeutung der in ihnen vorkommenden einfachen sprachlichen Ausdrücke direkt abhängig (Frege-Prinzip). Ersetzen man beispielsweise in „Sir Edmund Hillary bestieg den Mount Everest.“ den Ausdruck „den Mount Everest“ durch die Koextensionale Kennzeichnung zu „den höchsten Berg der Erde“, so erhalten wir „Sir Edmund Hillary bestieg den höchsten Berg der Erde“.
Diese beiden Sätze haben nun denselben Wahrheitswert. D. h. wenn der erste Satz wahr ist, muss auch der zweite Satz wahr sein und umgekehrt.

### Opake Kontexte
Opake Kontexte sind spezielle sprachliche Konstruktionen, in denen die übliche Ersetzbarkeit ko-extensionaler Ausdrücke salva veritate außer Kraft gesetzt ist. Zum Beispiel könnte jemand für wahr halten, dass Sir Edmund Hillary den Mount Everest bestiegen hat, ohne die die Aussage, dass Sir Edmund Hillary den höchsten Berg der Erde bestiegen hat, für wahr zu halten; eben dann, wenn diese Person nicht weiß, dass der Mount Everest der höchste Berg ist.
Wenn ein Satz Teil eines komplexeren Satzes ist, der eine Einstellung oder Intention einer Person zu diesem Satz wiedergibt, liegt ebenfalls ein opaker Kontext vor. Solche Kontexte werden oft durch Formulierungen wie „glaubt, dass“, „freut sich, dass“ oder „berichtet, dass“ angezeigt. In besonderen Fällen wie „nimmt irrtümlich an, dass“ überlagern sich opake und nicht-opake Kontexte, da der Wahrheitswert eines Satzes wie „Es ist falsch, dass p“ direkt von dem der Aussage p abhängt, während dies bei „nimmt an, dass p“ nicht der Fall ist.
Eine weitere Kategorie von Ausdrücken, die opake Kontexte eröffnen, sind Modalausdrücke wie „notwendig“ und „möglich“. Beispielsweise ist der Satz „Die Zahl Acht ist notwendigerweise gerade“ wahr, weil er eine mathematische Wahrheit darstellt; der Satz „Die Zahl der Planeten in unserem Sonnensystem ist notwendigerweise gerade“ ist jedoch falsch, da die Anzahl der Planeten zwar gerade ist, dies aber nicht notwendigerweise der Fall sein muss, da es sich um eine empirische Tatsache handelt. Es wäre ohne Widerspruch denkbar, dass es einen Planeten mehr oder weniger geben könnte. Dies verdeutlicht, dass auch in modalen Kontexten die Ersetzbarkeit ko-extensionaler Ausdrücke nicht durchgehend gewährleistet ist, was die Relevanz opaker Kontexte bestätigt.
Das Nichtbeachten von opaken Kontexten führt zum sogenannten intensionaler Fehlschluss.